# Liste der Bodendenkmäler in Altertheim
Auf dieser Seite sind die Bodendenkmäler in der unterfränkischen Gemeinde Altertheim zusammengestellt. Diese Tabelle ist eine Teilliste der Liste der Bodendenkmäler in Bayern. Grundlage ist die Bayerische Denkmalliste, die auf Basis des Bayerischen Denkmalschutzgesetzes vom 1. Oktober 1973 erstmals erstellt wurde und seither durch das Bayerische Landesamt für Denkmalpflege geführt wird. Die folgenden Angaben ersetzen nicht die rechtsverbindliche Auskunft der Denkmalschutzbehörde.

## Bodendenkmäler in Altertheim

### Bodendenkmäler in der Gemarkung Oberaltertheim
| Lage                                   | Objekt | Akten-Nr.     | Bild           |
| -------------------------------------- | --- | ------------- | -------------- |
| Oberaltertheim (Standort)              | Siedlung der Linearbandkeramik sowie Bestattungen der Linearbandkeramik und der Hallstattzeit.                                                                               | D-6-6224-0004 |                |
| Oberaltertheim (Standort)              | Siedlung der Linearbandkeramik. | D-6-6224-0005 |                |
| Oberaltertheim (Standort)              | Mittelalterliche bis neuzeitliche Siedlung. | D-6-6224-0006 |                |
| Oberaltertheim (Standort)              | Siedlung der Linearbandkeramik. | D-6-6224-0007 |                |
| Oberaltertheim (Standort)              | Siedlung vor- und frühgeschichtlicher Zeitstellung und;verebnete vorgeschichtliche Grabhügel.                                                                                | D-6-6224-0060 |                |
| Oberaltertheim (Standort)              | Verebnete vorgeschichtliche Grabhügel. | D-6-6224-0061 |                |
| Oberaltertheim (Standort)              | Verebnete vorgeschichtliche Grabhügel. | D-6-6224-0062 |                |
| Oberaltertheim (Standort)              | Siedlung der Linearbandkeramik und des Mittelneolithikums. | D-6-6224-0070 |                |
| Oberaltertheim Kirchgasse 3 (Standort) | Archäologische Befunde im Bereich der spätneuzeitlichen evangelisch-lutherischen Pfarrkirche von Oberaltertheim mit mittelalterlichen und frühneuzeitlichen Vorgängerbauten. | D-6-6224-0096 | weitere Bilder |
| Oberaltertheim (Standort)              | Archäologische Befunde im Bereich der spätneuzeitlichen ehemaligen Synagoge von Oberaltertheim mit frühneuzeitlichem Vorgängerbau.                                           | D-6-6224-0097 |                |

### Bodendenkmäler in der Gemarkung Steinbach
| Lage                 | Objekt | Akten-Nr.     | Bild |
| -------------------- | --- | ------------- | ---- |
| Steinbach (Standort) | Archäologische Befunde im Bereich der ehemaligen frühneuzeitlichen Kirche von Steinbach mit mittelalterlicher Kapelle als Vorgängerbau und Bestattungen im Kirchhof. | D-6-6224-0101 |      |

### Bodendenkmäler in der Gemarkung Unteraltertheim
| Lage                                        | Objekt | Akten-Nr.     | Bild           |
| ------------------------------------------- | --- | ------------- | -------------- |
| Unteraltertheim Lindenstraße 26 (Standort)  | Archäologische Befunde im Bereich der frühneuzeitlichen evangelisch-lutherischen Pfarrkirche von Unteraltertheim mit mittelalterlichem und frühneuzeitlichem Vorgängerbau. | D-6-6224-0100 | weitere Bilder |
| Unteraltertheim Brunnenstraße 13 (Standort) | Archäologische Befunde im Bereich der spätneuzeitlichen ehemalige Synagoge von Unteraltertheim mit frühneuzeitlichem Vorgängerbau.                                         | D-6-6224-0102 |                |